# Sphyrospermum muscicola
Sphyrospermum muscicola là một loài thực vật có hoa trong họ Thạch nam. Loài này được (Hook.) A.C. Sm. miêu tả khoa học đầu tiên năm 1933.